# ゲンナジー・チェルノフ
ゲンナジー・ヴラジーミロヴィチ・チェルノフ（ロシア語: Геннадий Владимирович Чернов；ラテン文字転写例：Gennady Vladimirovich Tchernov、1937年 - ）はウズベキスタン出身の作曲家。

## 経歴
1937年、ロシア社会主義連邦ソビエト共和国・タシュケントに生まれ、モスクワの国立グネーシン音楽教育大学（現在のグネーシン記念ロシア音楽アカデミー）でオレク・エイゲスに作曲を学んだ。1968年に卒業すると母校で教鞭を執り、1991年に教授となった。作曲と管弦楽法を教えている。

## 主要作品
管弦楽曲
- 東洋の詩と踊り
- 叙事詩的オラトリオ『1941-1945』
- アラビアの主題による交響的奇想曲
- チェロ協奏曲
- ヴァイオリン協奏曲
- アコーディオン・オーケストラと打楽器のための協奏曲

吹奏楽曲
- ロシア組曲
- 交響曲第1番『偉大なるロシア』

室内楽曲
- 弦楽四重奏曲
- クラリネットソナタ